# U16-Europamästerskapet i basket för flickor
U16-Europamästerskapet i basket för flickor hade premiär 1976.

## Resultat
| År   | Spelplats   | Guld                   | Silver                 | Brons       |
| ---- | ----------- | ---------------------- | ---------------------- | ----------- |
| 1976 | Polen       | Sovjet                 | Ungern                 | Bulgarien   |
| 1978 | Spanien     | Sovjet                 | Italien                | Bulgarien   |
| 1980 | Ungern      | Sovjet                 | Italien                | Bulgarien   |
| 1982 | Finland     | Sovjet                 | Jugoslavien            | Italien     |
| 1984 | Italien     | Sovjet                 | Bulgarien              | Italien     |
| 1985 | Jugoslavien | Sovjet                 | Italien                | Jugoslavien |
| 1987 | Polen       | Sovjet                 | Tjeckoslovakien        | Jugoslavien |
| 1989 | Rumänien    | Tjeckoslovakien        | Rumänien               | Sovjet      |
| 1991 | Portugal    | Sovjet                 | Jugoslavien            | Italien     |
| 1993 | Slovakien   | Ryssland               | Spanien                | Italien     |
| 1995 | Polen       | Ryssland               | Italien                | Belgien     |
| 1997 | Ungern      | Ryssland               | Tjeckien               | Frankrike   |
| 1999 | Rumänien    | Spanien                | Jugoslavien            | Frankrike   |
| 2001 | Bulgarien   | Frankrike              | Ryssland               | Kroatien    |
| 2003 | Turkiet     | Serbien och Montenegro | Vitryssland            | Ukraina     |
| 2004 | Italien     | Spanien                | Serbien och Montenegro | Ryssland    |
| 2005 | Polen       | Spanien                | Frankrike              | Polen       |
| 2006 | Slovakien   | Spanien                | Tjeckien               | Litauen     |
| 2007 | Lettland    | Frankrike              | Spanien                | Tjeckien    |
| 2008 | Polen       | Spanien                | Italien                | Frankrike   |
| 2009 | Italien     | Spanien                | Belgien                | Frankrike   |
| 2010 | Grekland    | Ryssland               | Kroatien               | Frankrike   |
| 2011 | Italien     | Spanien                | Belgien                | Italien     |
| 2012 | Ungern      | Spanien                | Italien                | Ryssland    |
| 2013 | Bulgarien   | Spanien                | Tjeckien               | Ungern      |